# Industriellenvereinigung
La Fédération de l'industrie autrichienne ou Vereinigung der Österreichischen Industrie ou encore Industrievereinigung (abrégé VOeI ou IV) est une organisation patronale autrichienne.

## Présentation
L'Industrievereinigung à un vaste réseau de contacts parmi les industriels, les hommes d'affaires et les hommes politiques autrichiens. En tant qu'organisation de lobbying, l'Industrievereinigung poursuit ses propres objectifs et représente les intérêts de ses membres, non seulement en Autriche, mais aussi au niveau européen. En 2005, elle comptait environ 3 400 membres.

## Présidents
- 1946-1960 : Hans Lauda, Veitscher Magnesitwerke
- 1960-1972 : Franz Josef Mayer-Gunthof, Vöslauer Kammgarnfabrik
- 1972-1980 : Hans Igler, Schoeller & Co
- 1980-1980 : Fritz Mayer, ITT Austria
- 1980-1988 : Christian Beurle, Brau AG
- 1988-1996 : Heinz Kessler, Nettingsdorfer Papierfabrik
- 1996-2004 : Peter Mitterbauer, Miba AG
- 2004-2011 : Veit Sorger, groupe Mondi

## Liste des secrétaires généraux
- 1946-1948 : Alexander Hryntschak
- 1948-1953 : Josef C. Böck-Greissau
- 1953-1960 : Herbert Thausing
- 1961-1970 : Franz Curt Fetzer
- 1971-1974 : Kunata Kottulinsky
- 1977-1979 : Arno Halusa
- 1979-1992 : Herbert Krejci
- 1992-1997 : Franz Ceska
- 1997-2004 : Lorenz Fritz

## Sources
Site officiel de l'Industriellenvereinigung